# Brokholm Sø
Brokholm Sø, Gåsemose og Havbjerg Skov er et naturgenopretningsprojekt i Salling  ca. 5 km. sydøst for Selde og 5 km. nordøst for Breum. Projektet ligger i Junget, Thise og Grinderslev sogne. 
Brokkolm Sø blev afvandet i flere omgange i 1800-tallet og 1900-tallet. Genskabelsen af søen startede i 1995 og blev færdig i 1999. Den har udløb i  Hinnerup Å der løber til Fur Sund. Naturgenopretningen omfatter også de nærliggende områder Gåsemose og Havbjerg Skov.   Søen og skoven omfatter indtil videre 285 hektar, heraf 146 ha til søen, 26 ha til mose og 113 ha til skoven.  Hinnerup å

## Eksterne kilder og henvisninger
- Om Brokholm Sø på naturstyrelsen.dk

56°43′15″N 9°5′0″Ø / 56.72083°N 9.08333°Ø